# Фейн, Сара, графиня Уэстморленд
Са́ра Энн Фе́йн, графи́ня Уэстморленд (англ. Sarah Anne Fane, Countess of Westmorland; 28 августа 1764 — 9 ноября 1793) — британская знатная дама, супруга Джона Фейна, 10-го графа Уэстморленд.

## Биография
Сара Фейн (урож. Чайльд) была единственной дочерью в семье Роберта Чайльда и его супруги Сары Чайльд, дочери Гилберта Джодрелла. 
20 мая 1782 года, в возрасте 17 лет, Сара вышла замуж за 22-летнего Джона Фейна, 10-го графа Уэстморленд. Поскольку её отец был против брака с аристократом, ночью Сара и Джон сбежали из дома, где Сара проживала с родителями. Отец Сары нанял почтовую карету и пытался догнать беглецов, но погоня прекратилась, после того как ведущая лошадь в карете Чайльда была застрелена графом Уэстморленд. У супругов было 5 детей: Джон (1784–1859), Сара (1785—1867), Августа (1786–1871), Мэри (1787—1834) и Шарлотта (1793–1822).
Скончалась 9 ноября 1793 года в Дублине от лихорадки, в возрасте 29 лет.